# Колесо історії (фільм)
«Колесо історії» — український радянський художній фільм 1981 року режисера Станіслава Клименка, знятий на Одеській кіностудії. Фільм знімали в с.Кибинці, Миргородського р-ну, Полтавської області, в Україні. У масовці брали участь жителі села, зокрема, учні школи та робочі колгоспу.

## Сюжет
Кінець 1920-х років. В українське село повертається відбувший термін колись розкуркулений Павло Мовчун. У його арешті брав відкриту участь Кирило Сотник, нинішній директор радгоспу. У важкі роки він покохав і врятував від хвороби й голоду Пашу, дружину Павла. І тепер Павло витончено мстить і радгоспу, і Сотникові. А Сотник, спостерігаючи за тим, як важко переживає Паша повернення Павла, пропонує їй повернутися до колишнього чоловіка. Одного разу, повертаючись з міста, Павло пропонує підвезти Кирила до села. По дорозі на них нападають вовки, і Мовчун виштовхує Сотника з саней, в гарячці не думаючи про те, що Кирила вбереже від смерті доля, а його і Пашу вже нічого не врятує…

## У ролях
| Актор                 | Роль                                          |
| --------------------- | --------------------------------------------- |
| Михайло Голубович     | Кирило Сотник, директор радгоспу              |
| Федір Стригун         | Павло Мовчун                                  |
| Любов Кубюк           | Паша                                          |
| Віктор Півненко       | Ріпка                                         |
| Анатолій Столбов      | Чухно                                         |
| Костянтин Степанков   | Якименко                                      |
| Ксенія Ніколаєва      | Мар'яна                                       |
| Дмитро Наливайчук     | Голота                                        |
| Петро Бенюк           | Василь Антонович Корецький, секретар сільради |
| Костянтин Губенко     | дід                                           |
| Сергій Дворецький     | Маркевич                                      |
| Микола Токар          | голова ТСОЗ                                   |
| Володимир Шакало      | одноосібник                                   |
| Олексій Лавров        | американець                                   |
| Борис Александров     | буфетник                                      |
| Борис Болдиревський   | епізод                                        |
| Володимир Голубович   | червоноармієць                                |
| Михайло Горносталь    | епізод                                        |
| Галина Довгозвяга     | епізод                                        |
| Людмила Лобза         | епізод                                        |
| Юрій Рудченко         | епізод                                        |
| Анатолій Соколовський | епізод                                        |
| Валентин Грудінін     | епізод                                        |
| Ніна Кобеляцька       | епізод                                        |
| Лев Перфілов          | епізод                                        |
| Микола Сльозка        | епізод                                        |
| Василь Фущич          | епізод                                        |

## Знімальна група
- Режисер-постановник: Станіслав Клименко
- Сценарист: Михайло Циба
- Оператори-постановники: Віктор Кабаченко, Світлана Зінов'єва
- Композитор: Володимир Губа
- Художник-постановник: Анатолій Наумов
- Художній керівник: Тимофій Левчук
- Режисер: Петро Ясинський
- Оператор: Сергій Колбинєв
- Звукооператори: Ігор Скіндер, Олександр Піров
- Монтаж: Віра Бейліс
- Художники: по костюмах — Н. Харнас, по гриму — Володимир Талала
- Редактор: А. Демчуков
- Художник-фотограф: Є. Степанюк
- Майстри-світлотехніки: І. Ісаєв, А. Олейніков
- Асистенти режисера: М. Іванова, С. Чернилевський
- Асистенти оператора: М. Вершинін, А. Буханенко
- Асистент художника: О. Рогозіна
- Заслужений академічний симфонічний оркестр Українського радіо п/к Вадима Гнєдаша
- Консультант: член-кореспондент ВАСГНІЛ, доктор технічних наук Володимир Крамаров
- Адміністративна група: Л. Позднякова, Т. Толстоп'ят
- Директор картини: Феодосія Вишнякова